# Chiesa di San Michele Arcangelo (Paradiso dei Cappuccini)

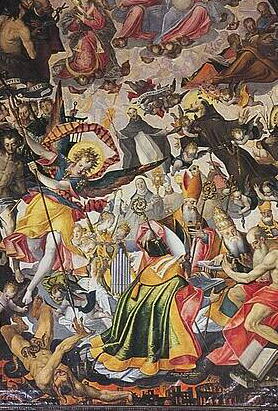
Un particolare del Paradiso dei Cappuccini di Paolo Piazza da Castelfranco (1608)

La chiesa di San Michele Arcangelo è un edificio sacro che si trova in località Paradiso a Sansepolcro.

## Descrizione e storia
Fu eretta nel 1611 assieme all'adiacente convento dei Cappuccini per iniziativa di diverse persone pie di Sansepolcro e in special modo della famiglia Magioni. Venne consacrata dal vescovo di Sansepolcro Girolamo Incontri nel 1611.
L'altare maggiore custodisce una sorprendente tela raffigurante il Paradiso, più nota come il Paradiso dei Cappuccini, firmata dal frate cappuccino Paolo Piazza da Castelfranco (1608).
Dopo il capitolo dei Frati Minori Cappuccini di Toscana nel 2012 il convento è stato riconsegnato alla curia. Nel 2014 vi si era insediata una comunità di monache benedettine olivetane e il 29 settembre 2015 il nuovo monastero, intitolato a san Bernardo Tolomei è stato inaugurato dal vescovo diocesano, mons. Riccardo Fontana, con l'intervento anche dell'abate generale della Congregazione olivetana e del priore generale della Congregazione camaldolese, ma l'esperienza è finita nel novembre 2019 con la soppressione del monastero da parte della Santa Sede.